# Blasphemie (Star Trek: Deep Space Nine)
Blasphemie (Originaltitel: In the Hands of the Prophets) ist die 20. Folge der ersten Staffel der US-amerikanischen Science-Fiction-Fernsehserie Star Trek: Deep Space Nine. Sie wurde in den Vereinigten Staaten über Syndication vermarktet und erstmals am 20. Juni 1993 auf verschiedenen Fernsehsendern ausgestrahlt. In Deutschland war sie zum ersten Mal am 29. Mai 1994 in einer synchronisierten Fassung auf Sat.1 zu sehen.

## Handlung
Im Jahr 2369 erhält die Schule der Raumstation Deep Space Nine überraschenden Besuch von Vedek Winn, einer religiösen Führerin der Bajoraner. Die Lehrerin Keiko O’Brien unterrichtet die Kinder über das vor sieben Monaten entdeckte stabile Wurmloch in den Gamma-Quadranten. Winn missfällt es, das sie sich dabei ausschließlich auf wissenschaftliche Erkenntnisse stützt, aber den bajoranischen Glauben weitgehend ignoriert, nach dem es sich bei dem Wurmloch um einen „himmlischen Tempel“ handelt und bei den Wesen, die es erschaffen haben, um die „Propheten“ der Bajoraner. O’Brien entgegnet, sie respektiere den Glauben der Bajoraner, doch ihre Aufgabe sei es, Wissenschaft zu unterrichten. Winn wirft ihr daraufhin Blasphemie vor und will nicht zulassen, dass sie damit fortfährt. Winn findet sehr schnell Unterstützung für ihre Ansichten unter den auf der Station lebenden Bajoranern. O’Brien bespricht die Situation daher mit Commander Benjamin Sisko. Der hat schon länger befürchtet, dass es irgendwann zu solch einem Konflikt zwischen den Werten der Bajoraner und der Föderation kommen würde, und meint, es könnte noch schwieriger werden, denn von seiner bajoranischen Verbindungsoffizierin Kira Nerys erfährt Sisko, dass Winn für die Wahl des neuen religiösen Oberhaupts der Bajoraner, des Kai, kandidieren will. Auch Kira ist Winns orthodoxen Ansichten sehr zugetan. Sisko beschließt, das Gespräch mit Winn zu suchen, er muss aber feststellen, dass sie keine Kompromissbereitschaft zeigt. Sie ist der festen Überzeugung, im Auftrag der Propheten zu handeln und dass es einzig Keiko O’Brien ist, die ihre Ansicht ändern müsse.
Keiko O’Briens Mann, der Chefingenieur Miles O’Brien, führt unterdessen mit seiner neuen Assistentin Neela Reparaturen durch. Dabei bemerkt er, dass ihm ein wichtiges Werkzeug abhandengekommen ist. Er ist sich sicher, dass irgendjemand es entwendet hat. Ein weiteres Rätsel tut sich auf, als Fähnrich Aquino, ein Kollege O’Briens, nicht zum Dienst erscheint. Mit den Stationssensoren kann das verschwundene Werkzeug schließlich in einem Wartungstunnel aufgespürt werden. Es ist jedoch völlig geschmolzen und mit organischem Material verbacken, das Stationsarzt Julian Bashir als Überreste von Aquino identifiziert.
Der religiöse Konflikt auf der Station spitzt sich zu. Ein bajoranischer Verkäufer weigert sich, die O’Briens zu bedienen. Vedek Winn hat vor der Schule die bajoranischen Kinder und deren Eltern um sich versammelt. Sie bietet Keiko O’Brien einen scheinbaren Kompromiss an, indem sie vorschlägt, das Wurmloch im Unterricht einfach auszuklammern. Als Lehrerin, die Wissen vermitteln will, ist dieser Vorschlag für O’Brien unzumutbar. Winn wendet sich daher ab und bringt so ihren Boykott der Schule zum Ausdruck. Die Bajoraner folgen ihrem Beispiel. Keiko O’Brien setzt den Unterricht mit den verbliebenen Kindern fort, darunter auch Siskos Sohn Jake.
Sisko versucht nach dem Unterricht, in seinem Sohn auch Verständnis für die Sichtweise der Bajoraner zu wecken. Anschließend bricht er nach Bajor auf, wo er hofft, die Wogen glätten zu können. Er trifft sich mit Vedek Bareil, dem zweiten Kandidaten für das Amt des Kai. Bareil ist deutlich progressiver eingestellt als Winn. Er verspricht, dass die Freundschaft zur Föderation nach seiner Wahl für ihn höchste Priorität haben wird. Er gibt Sisko jedoch zu verstehen, dass er im Moment nicht viel für ihn tun könne. So muss Sisko unverrichteter Dinge zur Station zurückkehren.
Bashir findet heraus, dass Aquino nicht durch einen Unfall getötet wurde, sondern durch einen Schuss aus einem Phaser. Es handelt sich somit um einen Mordfall. Miles O’Brien und Sicherheitschef Odo verfolgen Aquinos letzte Schritte. Sie finden heraus, dass er auf dem Weg zu Shuttlerampe C war. Neela führt dort eine Diagnose durch, findet aber nichts Auffälliges. O’Brien stellt hingegen fest, dass sich jemand an Shuttlerampe A zuschaffen gemacht hat. Odo kombiniert, dass Aquino wohl durch einen Alarm zur Shuttlerampe C gerufen wurde und dort seinen Mörder überraschte. Der änderte daraufhin seinen Plan und begab sich zur Shuttlerampe A. Was genau der Plan des Mörders war, bleibt für Odo und O’Brien aber vorerst unklar, denn keines der Shuttles wurde entführt.
Ihre Überlegungen werden unterbrochen, als eine Explosion zu hören ist. O’Brien bemerkt entsetzt, dass ein Anschlag auf die Schule verübt wurde. Glücklicherweise war gerade kein Unterricht und niemand ist zu Schaden gekommen. Sisko ist wütend über diese Tat und verdächtigt Winn, darin verwickelt zu sein. Er droht ihr, sie dafür zur Verantwortung zu ziehen. Sie hingegen wirft ihm und der Föderation vor, die bajoranische Lebensart zerstören zu wollen. Kurz darauf trifft sich Winn alleine mit Neela. Neela beklagt, dass ihre Flucht mit einem Shuttle vereitelt wurde. Ohne eine andere Fluchtmöglichkeit droht ihr der Tod, wenn sie mit ihrem Plan fortfährt. Winn verlangt jedoch, dass sie weitermacht, denn dies sei der Wille der Propheten.
Miles O’Brien entdeckt im Stationscomputer ein verstecktes Programm, das diverse Kraftfelder deaktiviert und offenbar eine Fluchtroute vom Promenadendeck zu einer Shuttlerampe ermöglichen soll. Er deaktiviert daher vorsichtshalber die Energie in sämtlichen Shuttlerampen. Plötzlich meldet sich Bareil bei Sisko und kündigt einen spontanen Besuch auf Deep Space Nine an. Nach dem Anschlag auf die Schule möchte er sich gemeinsam mit Winn für eine friedliche Beilegung des Konflikts einsetzen. Begleitet von Sisko begeben sich die beiden aufs Promenadendeck, um dort Ansprachen zu halten. O’Brien entdeckt derweil eine Manipulation an den Systemen von Odos Büro. Er erinnert sich, dass Neela dort zuletzt Wartungsarbeiten durchgeführt hat. In ihm keimt der Verdacht, dass sie für diese Manipulation und ebenso für die in den Shuttlerampen und den Mord an Aquino verantwortlich sein könnte. Er vermutet, dass sie Odos Systeme manipuliert hat, um unbemerkt eine Waffe aufs Promenadendeck schmuggeln zu können. Er unterrichtet Sisko über seinen Verdacht. Der sieht sich sofort um und erblickt in der versammelten Menge Neela, die eine Waffe zieht und sie auf Bareil richtet. In letzter Sekunde kann Sisko Neela überwältigen und sie wird verhaftet.
Kira, die anfänglich positiv über Winn dachte, muss ihre Sichtweise korrigieren. Sie versteht jetzt, dass Winn den Anschlag auf die Schule nur inszeniert hat, um Bareil auf die Station zu locken, wo er ermordet werden sollte. Sie hätte dann keinen ernsthaften Gegenkandidaten für das Amt des Kai mehr gehabt. Winn schweigt zu diesen Vorwürfen und reist ab. Neela weigert sich, gegen sie auszusagen. Für Sisko ist es immerhin ein kleiner Trost, dass Kira zu der Einsicht gelangt ist, dass sie ihm und der Föderation vertrauen kann.

## Besonderheiten

### Verbindungen zu anderen Star-Trek-Produktionen
Blasphemie nimmt Bezug auf mehrere frühere Folgen von Star Trek: Deep Space Nine:
- Keiko O’Brien beschreibt ihrer Schulklasse die Entdeckung des Wurmlochs durch Sisko und Dax, die im Pilotfilm Der Abgesandte gezeigt wurde.
- Am Ende der Folge stellt sich heraus, dass die Unruhen nur geschürt wurden, um die Wahl zum neuen religiösen Oberhaupt von Bajor zu entscheiden. Diese Wahl wurde nötig, da die bisherige religiöse Führerin Kai Opaka in Folge 1.13 (Die Prophezeiung) von einer Reise in den Gamma-Quadranten nicht zurückgekehrt war.

### Besonderheiten der deutschen Synchronfassung
Vedek Winn wird hier und bei ihrem nächsten Auftritt in der deutschen Version noch „Vedek Wunn“ genannt. Erst später wurde dies korrigiert.

## Produktion

### Drehbuch
Das Drehbuch für diese Folge stammt von Robert Hewitt Wolfe. Es handelt sich damit um das einzige Staffelfinale von Star Trek: Deep Space Nine, das nicht von Ira Steven Behr geschrieben wurde.
Eine frühe Idee für das Staffelfinale sah eine Crossover-Folge mit der Serie Raumschiff Enterprise – Das nächste Jahrhundert vor, in der die Besatzungen von Deep Space Nine und der Enterprise gemeinsam eine cardassianische Invasion abwehren müssen. Rick Berman lehnte diese Idee jedoch ab und es musste eine neue Geschichte gefunden werden. Michael Piller stellte die Bedingung, dass die Ereignisse aus dem Pilotfilm Der Abgesandte wieder aufgegriffen werden mussten.
Wolfe entwarf daraufhin eine Geschichte, in der ein Religionskonflikt im Mittelpunkt stehen sollte. Das religiöse System der Bajoraner, das im Pilotfilm nur grob umrissen wurde, baute er dazu weiter aus. Als Vorbild diente ihm dabei das Europa des 15. und 16. Jahrhunderts, in dem der Papst noch eine starke politische Rolle spielte und daher viele Fraktionen bemüht waren, ihren bevorzugten Kandidaten auf den Papstthron zu bringen. Weiterhin griff er das vor allem in den Vereinigten Staaten sehr intensiv diskutierte Thema auf, ob religiöse Inhalte wie die Schöpfungslehre gleichberechtigt neben wissenschaftlichen Erkenntnissen in öffentlichen Schulen unterrichtet werden sollen.

### Darsteller
Louise Fletcher und Philip Anglim haben hier ihren ersten Auftritt als die wiederkehrenden Nebenfiguren Vedek Winn und Vedek Bareil. Fletcher spielte Winn insgesamt in 15 Folgen der Serie, Anglim spielte Bareil in acht Folgen.
Robin Christopher hatte Neela bereits in Folge 1.19 (Der undurchschaubare Marritza) von Star Trek: Deep Space Nine gespielt.

### Drehorte und Kulissen
Als Drehort für Bareils Klostergarten diente das Fern Dell, ein Abschnitt des Griffith Parks. Der Park hatte bereits 1987 als Drehort für den Pilotfilm Der Mächtige / Mission Farpoint von Raumschiff Enterprise – Das nächste Jahrhundert gedient. Er wurde später noch für mehrere Folgen verschiedener Star-Trek-Serien verwendet.
Für die Ansicht der bajoranischen Hauptstadt wurde das gleiche Matte Painting verwendet wie im Pilotfilm Der Abgesandte. Es wurde jedoch leicht überarbeitet, um zu zeigen, dass Schäden aus der Besatzungszeit in den vergangenen Monaten repariert wurden.

## Rezeption
Keith DeCandido bewertete Blasphemie 2013 auf tor.com als eine gute Folge von Star Trek: Deep Space Nine. Die Wiederaufnahme von Themen aus Der Abgesandte fand er gelungen, ebenso die Einführung von Bareil und insbesondere Winn. Die Meinungsverschiedenheiten um Religion und Wissenschaft im Schulunterricht fand DeCandido spannend, jedoch wurde das Thema seiner Meinung nach zu kurz behandelt, bevor die Folge eine andere Richtung einschlug. Er sah dies als eine verpasste Gelegenheit, nicht zuletzt um der Figur Keiko O’Brien eine Möglichkeit zum Glänzen zu geben. Dass Neela die Attentäterin ist, fand DeCandido allzu offensichtlich inszeniert.